# Scorzonera austriaca
Scorsonère d'Autriche
Espèce
La Scorsonère d'Autriche (Scorzonera austriaca) est une espèce de plante à fleurs de la famille des Astéracées. C'est une plantes herbacées méditerranéennes originaire de l'Europe méridionale. Cependant, on la trouve aussi en Suisse en Valais et au Tessin.